# REDIAL
REDIAL ist das Beinahe-Akronym für Red Europea de Información y Documentación sobre América Latina (deutsch Europäisches Informations- und Dokumentationsnetzwerk zu Lateinamerika). Der Verein mit Sitz in Madrid wird von europäischen Bibliotheken und Dokumentationsstellen mit Schwerpunkt Lateinamerika in Deutschland, Frankreich, Großbritannien, Niederlande, Russland, Schweden, und Spanien getragen und versteht sich als Plattform zur Entwicklung der Kommunikation zwischen Wissenschaftlern, Bibliothekaren und Dokumentalisten, die sich im Bereich Human- und Sozialwissenschaften mit Lateinamerika beschäftigen. Der Non-Profit-Verein hat seinen Sitz in Spanien. Er besteht aus der Mitgliederversammlung (Asamblea General de Socios) und einem Vorstand (Comité Ejecutivo), der sich aus den gewählten Koordinatoren für jeweils einen Staat zusammensetzt.

## Publikationen
- Blog REDIAL & CEISAL Portal Americanista Europeo mit Neuigkeiten aus den verschiedenen lateinamerikabezogenen Forschungs- und Dokumentationseinrichtungen in Europa
- Wissenschaftliche Zeitschrift Anuario Americanista Europeo 2003–2014 (in Zusammenarbeit mit CEISAL)

## Mitgliedsorganisationen in Deutschland und Österreich
- Ibero-Amerikanisches Institut Preußischer Kulturbesitz, Berlin (Koordination für Deutschland)
- GIGA Institut für Lateinamerika-Studien, Hamburg

## Gründungsgeschichte
1988 fand in Amsterdam während des 46. Internationalen AmerikanistInnenkongresses (ICA) auf Einladung des französischen Centre National de la Recherche Scientifique (CNRS) das Symposium Informationssysteme in den Sozial- und Humanwissenschaften über Lateinamerika: Bilanz für eine europäische Kooperation statt. Ziel der Konferenz war es, ein europäisches Netzwerk zu gründen, um den Austausch der in Europa produzierten wissenschaftlichen Information über Lateinamerika mit kooperativen Dokumentationswerkzeugen zu ermöglichen. Am 6. und 7. März 1989 formulierten im Consejo Superior de Investigaciones Científicas (CSIC) in Madrid 35 Studien-, Forschungs- und Dokumentationseinrichtungen einen Aktionsplan, und ein provisorisches Koordinationskomitee wurde beauftragt, einen Statutenentwurf für die geplante Organisation zu verfassen. Die Gründungsversammlung
fand vom 30. November bis 2. Dezember 1989 in Bordeaux-Talence und Saint-Émilion (Frankreich) statt. Gründungsmitglieder waren 35 Forschungseinrichtungen, Bibliotheken, Dokumentationsstellen, NGOs und Spezialeinrichtungen aus Belgien, Deutschland, Frankreich, Großbritannien, Niederlande, Österreich und Spanien.